# ریچل ازدواج می‌کند
ریچل ازدواج می‌کند (به انگلیسی: Rachel Getting Married) نام یک فیلم درامِ آمریکایی است که در سال ۲۰۰۸ به کارگردانی جاناتان دمی و نویسندگی جنی لومت ساخته شد. این فیلم موفق شد در رشتهٔ بهترین بازیگر نقش اول زن برای بازیِ ان هتوی نامزد جایزه اسکار شود.

## خلاصهٔ داستان
کیم (با بازیِ ان هاتاوی) از مرکزِ ترک اعتیاد برای چند روز به خانه برگشته است تا در جشنِ عروسیِ خواهرش، ریچل، شرکت کند.